# The Robin Hood Inn
A The Robin Hood Inn (magyarul: Robin Hood fogadó) a walesi Monmouth egyik késő középkori műemlék épülete.

## Története
A The Robin Hood Inn késő középkori kőépítmény, széles, 15. századi négytengelyes homlokzattal. Egyike a város kevés középkori műemlékének. 1952. június 27. óta II*. kategóriás brit műemlék (British Listed Building).
Monmouth egykoron katolikus központ volt és a katolikus lakosság számottevő maradt a protestantizmus térhódítása után is. Az 1770-es években tulajdonosa, Michael Watkins megengedte a hívőknek, hogy egyik emeleti szobájában misézzenek, hiszen az 1778-ig, az úgynevezett Papists Act jóváhagyásáig (amely az első olyan törvény volt, amely a katolikusok elleni diszkrimináció felszámolását célozta meg) tilos volt. Watkins is közbenjárt Monmouth elöljáróinál, hogy engedélyezzék egy római katolikus templom építését, a későbbi St Mary’-t. A kocsma egyike a monmouthi örökség tanösvény huszonnégy állomásának.

## Fordítás
- Ez a szócikk részben vagy egészben  a   The Robin Hood Inn, Monmouth című angol Wikipédia-szócikk ezen változatának fordításán alapul.  Az eredeti cikk szerkesztőit annak laptörténete sorolja fel. Ez a jelzés csupán a megfogalmazás eredetét és a szerzői jogokat jelzi, nem szolgál a cikkben szereplő információk forrásmegjelöléseként.